# Piscinas
Piscinas là một đô thị ở tỉnh Sud Sardegna trong vùng Sardegna, có cự ly khoảng 40 km về phía tây nam của Cagliari và khoảng 15 km về phía đông nam của Carbonia. Tại thời điểm ngày 31 tháng 12 năm 2004, đô thị này có dân số 850 người và diện tích là 14 km².
Piscinas giáp các đô thị: Giba, Masainas, Santadi, Teulada, Tratalias, Villaperuccio.